# Pucang Luwuk
Pucang Luwuk is een bestuurslaag in het regentschap Tegal van de provincie Midden-Java, Indonesië. Pucang Luwuk telt 3303 inwoners (volkstelling 2010).